# Bojomir
Bojomir – polski herb szlachecki z nobilitacji, nadany w Królestwie Kongresowym.

## Opis herbu
W polu błękitnym półksiężyc złoty, z gwiazdą srebrną nad każdym z rogów.
Klejnot: na hełmie z łańcuchem z krzyżem kawalerskim na szyi, ramię z szablą wzniesioną do cięcia.

## Najwcześniejsze wzmianki
Nobilitacja Andrzeja Ruttié (według Uruskiego i Marcinkowskiego, według Ostrowskiego Buttie) 21 lutego 1827.

## Herbowni
Tadeusz Gajl wymienia następujące rody herbownych:
Ruttie (u Ostrowskiego Buttie).